# 프리드리히 폰 외스터라이히테셴

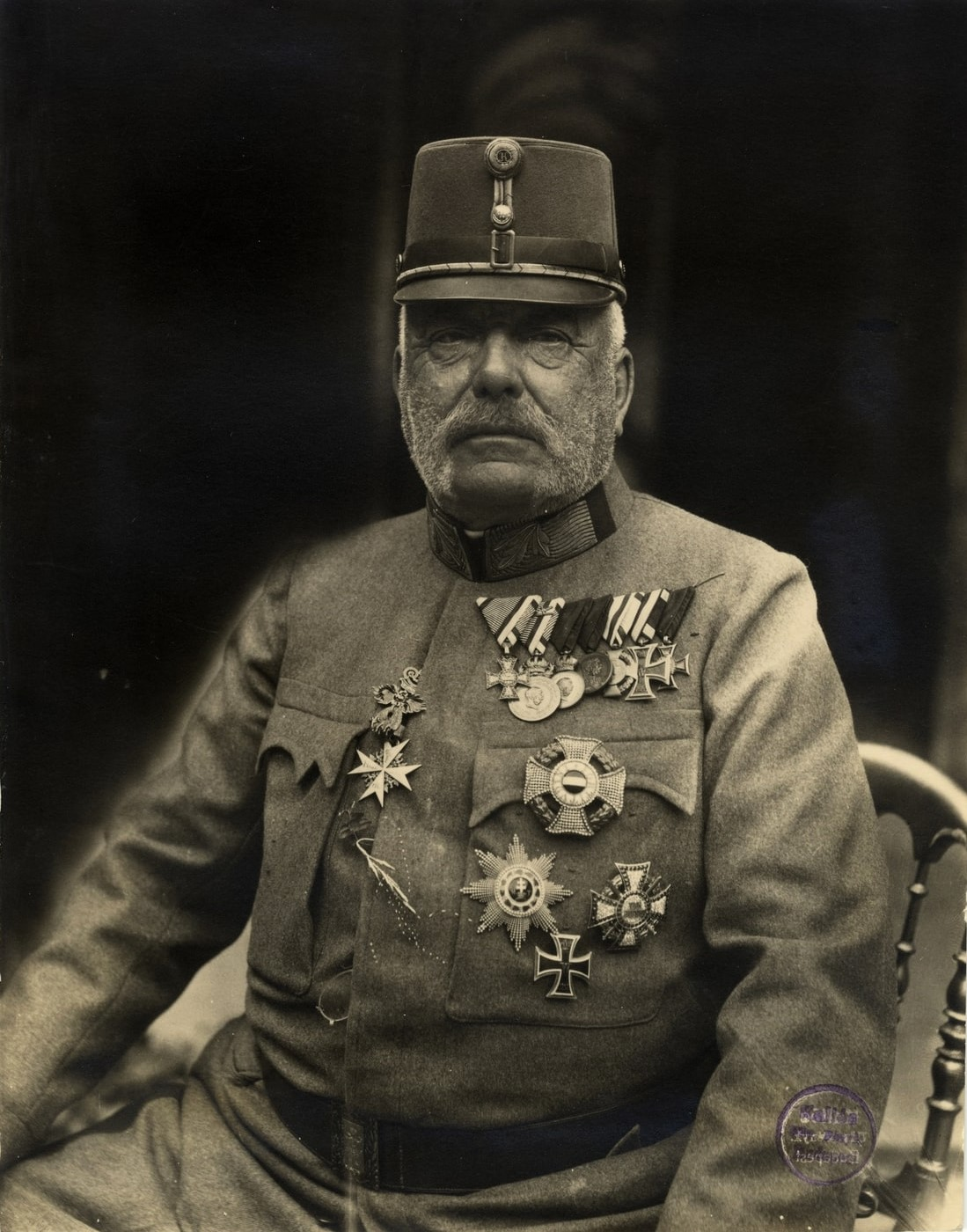
프리드리히 폰 외스터라이히테셴

프리드리히 폰 외스터라이히테셴(Archduke Friedrich, Duke of Teschen, 1856년 6월 4일 ~ 1936년 12월 30일)은 합스부르크로렌 가문의 일원이었으며, 제1차 세계 대전 동안 오스트리아-헝가리 제국 제국 및 왕립 군대의 최고 사령관이었다. 그는 이전에 제국-왕립 란트베어의 총사령관과 오스트리아-헝가리 군대의 감찰관을 역임한 바 있다.

## 참고 문헌
- Heiszler, Vilmos. Photo Habsburg: Frederick Habsburg and his Family.  Budapest: Corvina, 1989.
- Jewison, Glenn, and Jörg C. Steiner. "Erzherzog Friedrich" 보관됨 3 5월 2016 - 웨이백 머신 (Austro-Hungarian Land Forces 1848–1918).
- Palmer, Alan. Twilight of the Habsburgs: The Life and Times of Emperor Francis Joseph. Atlantic Monthly Press; 1st Pbk. Ed edition.
- Stefanovics, Glenn W. "Friedrich Maria Albrecht Wilhelm Karl von Österreich-Toskana, Herzog von Teschen"